# Zamek w Lutomiersku

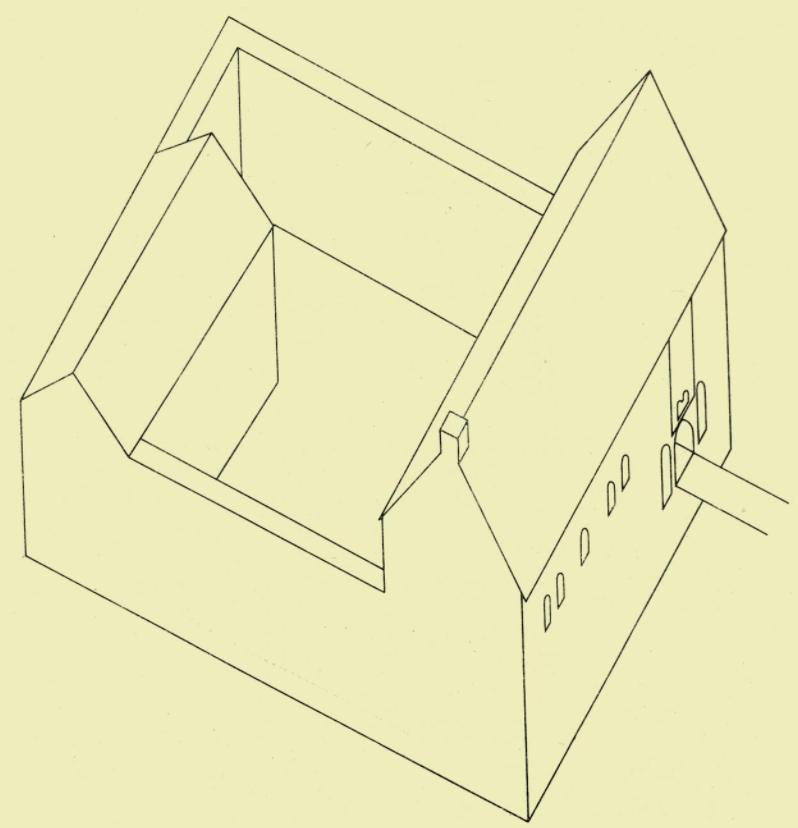
Prawdopodobny wygląd zamku.

Zamek w Lutomiersku – relikty średniowiecznego zamku rycerskiego w Lutomiersku w powiecie pabianickim, na którym powstał klasztor salezjanów.
Prawdopodobnie powstał przed rokiem 1418 z inicjatywy Wacława Zaręby z Kalinowej, jednak niektóre źródła przypisują budowę warowni Różycom Niechmirowskim lub potomkom Jana z Chełmicy, czyli z rodem Lutomierskich. Jednak podczas budowy umocnień ta część miasta nie należały do wyżej przedstawionych rodzin, więc ta teoria jest mało prawdopodobna. Za to wiemy, że w 1460 roku Lutomiersk przypadł rodzinie Poddębskich, by dopiero przez powikłania małżeńskie w 1518 stał się własnością Grzymalitów Grudzińskich. W 1651 wojewoda rawski Andrzej Grudziński herbu Grzymała po rozczarowaniu kalwinizmem do osady sprowadził Zakon Ojców Reformatów i ufundował im on klasztor na miejscu gotyckiego zamku, ponadto Anna Grudzińska i jej syn Marcin podkomorzy z Inowrocławia obok domów zakonnych wznieśli barokowy Kościół, który został poświęcony w 1659 roku. Własność rodu Zarębów została wybudowana na planie prostokątu o wymiarach 26x35 metrów, chociaż niektóre opinie historyków są odmienne. Być może zamek składał się z otoczonych murami południowego, dwukondygnacyjnego domu z bramą i pomocniczego budynku stojącego przy zachodnim odcinku kurtyny północnej. Istnieje też teoria że warownia obronna nigdy nie została w pełni zrealizowana – w średniowieczu zbudowano tylko gmach z bramą, a natomiast dom wschodni i pozostałe zabudowania wraz z umocnieniami wzniesione były z drewna.

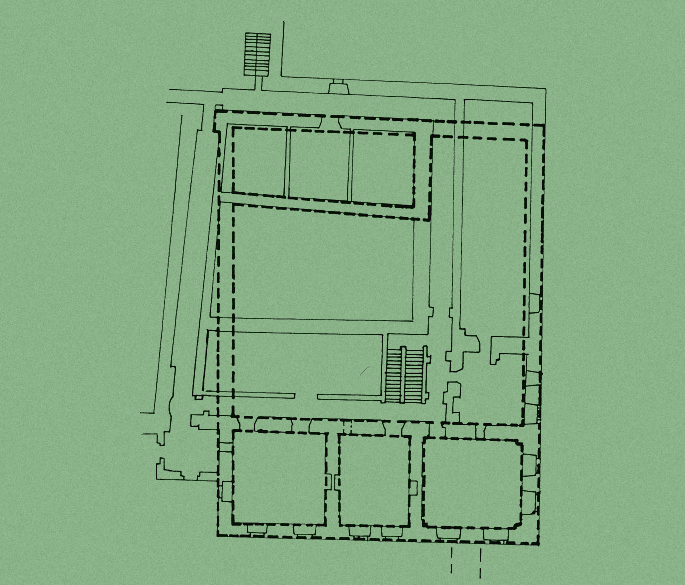
Plan warowni. Cienką linią zaznaczono plan klasztoru, grubą – zamku.
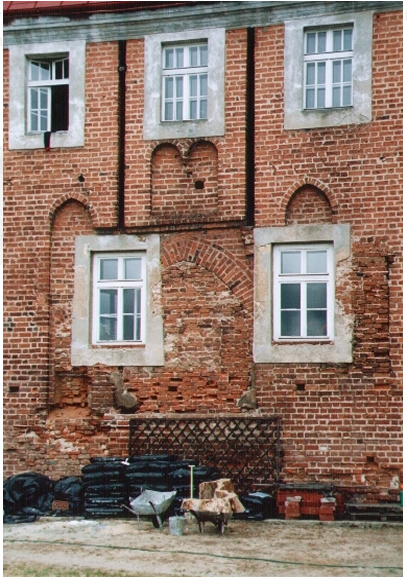
Ślad po średniowiecznej bramie
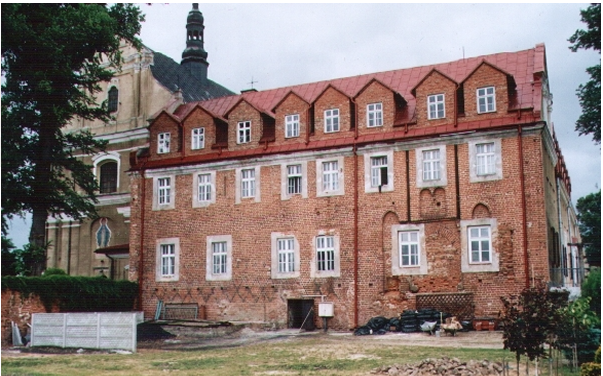
Widok na klasztor